# ヤロミール・ヤーガー
ヤロミール・ヤーガー（Jaromír Jágr、1972年2月15日 - ）は、チェコスロバキアのクラドノ生まれのチェコのプロアイスホッケー選手。ポジションはフォワード。

## 経歴
地元クラドノのジュニアチームを経てチェコスロバキア・エクストラリーグのHCクラドノに所属する。
1989年4月に開催された第23回ヨーロッパジュニアアイスホッケー選手権のチェコスロバキア代表に選出された。
1989年12月から1990年1月に開催された第14回世界ジュニアアイスホッケー選手権のチェコスロバキア代表に選出された。4月から開催された1990年アイスホッケー世界選手権のチェコスロバキア代表にも選出された。

### ペンギンズ時代
1990年にNHLドラフト1巡目(全体5位)でピッツバーグ・ペンギンズから指名を受けた。
1990-91シーズンにNHLデビューを果たし、80試合に出場し27ゴール30アシストを記録する。
プレイオフではペンギンズはスタンレーカップを獲得し、NHLキャリア最初のシーズンでスタンレーカップ優勝を経験した。
自身もプレイオフで24試合に出場し3ゴール10アシストを記録している。
1991-92シーズンでもプレイオフでチームはスタンレーカップを獲得し、2年連続スタンレーカップ優勝を経験している。
1994年4月に開催された第58回アイスホッケー世界選手権のアイスホッケーチェコ代表に選出された。
1994－95シーズンNHLがロックアウトにより各チーム48試合しか試合が開催されなかったシーズンでは母国のチェコ・エクストラリーグの古巣HCクラドノの他に、アルペンリーガのHCボルツァーノ、そして2.アイスホッケー・ブンデスリーガでプレーした。
1996年4月から5月に開催された第60回アイスホッケー世界選手権のチェコ代表に選出された。8月から9月に開催された第1回ワールドカップ・オブ・ホッケーのチェコ代表に選出された。
1998年2月に開催された長野オリンピックの男子アイスホッケーチェコ代表に選出された。同大会で金メダルを獲得した。
1999年5月に開催された第63回アイスホッケー選手権のチェコ代表に選出された。
2000年4月から5月に開催された第64回アイスホッケー選手権のチェコ代表に選出された。
2001年4月から5月に開催された第65回アイスホッケー選手権のチェコ代表に選出された。

### キャピタルズ時代
ペンギンズが財政難となり、2001－02シーズンからはワシントン・キャピタルズに移籍した。
キャピタルズでのヤーガーのパフォーマンスはそこそこの成績ではあったものの、大枚をはたいたチームの首脳陣を満足させるほどのものではなかった。

### レンジャース時代
2003-04シーズン途中にニューヨーク・レンジャースに移籍している。レンジャースがヤーガーと結んだ契約はキャピタルズがヤーガーの年俸の一部を負担するというものであった。
2004年4月から5月に開催された第68回アイスホッケー選手権のチェコ代表に選出された。8月から9月に開催された第2回ワールドカップ・オブ・ホッケーのチェコ代表にも選出された。
2004－05シーズンはNHLがロックアウトとなった影響でまず母国のチェコ・エクストラリーグの古巣HCクラドノでプレーした。その後、ロシアスーパーリーグ(RSL)のアヴァンギャルド・オムスクでプレーした。2005年4月から5月に開催された第69回アイスホッケー選手権のチェコ代表に選出された。同大会でチェコは優勝し、トリプル・ゴールド・クラブとなった。
2005-06シーズン、ヤーガーにはオムスクへの完全移籍のうわさがあったもののヤーガーはレンジャーズに復帰した。シーズン途中の2006年2月に開催されたトリノオリンピックの男子アイスホッケーチェコ代表に選出された。同大会では銅メダルを獲得している。シーズンでは54ゴール69アシスト123ポイントをあげる活躍を見せ、チームは（ロックアウトされた1シーズンを除いて）過去7シーズン出場できていなかったプレイオフに進出した。
しかし、クォーターファイナルでニュージャージー・デビルスに敗れて、敗退している。
2006-07シーズン、ヤーガーはそれまで固辞していたキャプテンマーク（Cマーク）をつけ（それまではアルタネートキャプテン、副キャプテンのAマークをつけていた）、プレイした。
二年連続でプレイオフに進出し、ファーストラウンドでプレイオフ初出場のアトランタ・スラッシャーズを四連勝のスウィープで破るものの、セカンドラウンドでバッファロー・セイバーズに破れた。

### オムスク時代
2007-08シーズン終了後、レンジャーズとの契約延長交渉がまとまらず、KHLのアヴァンギャルド・オムスクと契約を結んだ。
2010年2月に開催されたバンクーバーオリンピックの男子アイスホッケーチェコ代表に選出された。
2010年5月に開催された第74回目アイスホッケー世界選手権のチェコ代表に選出された。
2011年4月から5月に開催された第75回アイスホッケー選手権のチェコ代表に選出された。

### フライヤーズ時代
2011年7月1日にNHLの古巣ペンギンズとはライバル関係にあるフィラデルフィア・フライヤーズと1年契約を結んだ。

### スターズ時代
2012年7月3日にダラス・スターズと1年契約を結んだ。NHLがロックアウトの際には母国のチェコ・エクストラリーグの古巣HCクラドノでプレーした。NHLのロックアウトが終了後、2013年1月19日にスターズ初出場を果たした。3月29日のミネソタ・ワイルド戦でNHL通算1000アシストを記録した。

### ブルーインズ時代
2013年4月2日にトレードでボストン・ブルーインズへ移籍した。4月4日にブルーインズ移籍後初出場を果たした。オフの6月23日に契約延長は行わないことが発表された。

### デビルズ時代
2013年7月22日にニュージャージー・デビルスと1年契約を結んだ。
2013-2014年シーズンは2013年10月7日のエドモントン・オイラーズ戦で移籍後初ゴールを記録した。
2014年5月に開催された第78回アイスホッケー選手権のチェコ代表に選出された。

### パンサーズ
2015年2月26日にフロリダ・パンサーズげトレードで移籍した。2月28日に移籍後初出場を果たした。
2015年5月に開催された第79回アイスホッケー選手権のチェコ代表に選出された。
2016-17年シーズンは2016年10月20日にNHL史上3人目となる通算750ゴールを記録した。オフにFAとなった。

### フレームス時代
2017年10月4日にカルガリー・フレームスと1年契約を結んだ。
2018年1月にウェイバーにかけられた。

### HCクラドノ復帰
フレームズからウェイバーにかけられた後、チェコ・エクストラリーグの古巣HCクラドノに復帰した。移籍後5試合目の試合で負傷し、膝を手術し、シーズン終了となった。
2018年5月14日に現役続行を宣言し、30シーズン目に突入した。
2019年4月19日には1試合4ゴールを記録している。

## 選手としての特徴
最多ポイント賞のアート・ロス記念賞、リーグMVPのハート記念賞、選手会選出のMVPレスター・B・ピアソン賞を獲得しているスター選手である。
恵まれた体格とパワー、スキルとゴールセンスを兼ね備えている。
背番号の『68』は移籍されても変わることがないが、これは祖父がなくなった原因でもあるプラハの春を忘れないようにつけられたもの。

## 詳細情報

### 代表歴
チェコスロバキア代表
- 1989年ヨーロッパジュニアアイスホッケー選手権チェコスロバキア代表
- 1990年世界ジュニアアイスホッケー選手権チェコスロバキア代表
- 1990年アイスホッケー世界選手権チェコスロバキア代表

チェコ代表
- 1994年アイスホッケー世界選手権チェコ代表
- 1996年アイスホッケー世界選手権チェコ代表
- 1996 ワールドカップ・オブ・ホッケー チェコ代表
- 1998年オリンピック男子アイスホッケーチェコ代表
- 1999年アイスホッケー世界選手権チェコ代表
- 2000年アイスホッケー世界選手権チェコ代表
- 2001年アイスホッケー世界選手権チェコ代表
- 2004年アイスホッケー世界選手権チェコ代表
- 2004 ワールドカップ・オブ・ホッケー チェコ代表
- 2005年アイスホッケー世界選手権チェコ代表
- 2006年オリンピック男子アイスホッケーチェコ代表
- 2010年オリンピック男子アイスホッケーチェコ代表
- 2010年アイスホッケー世界選手権チェコ代表
- 2011年アイスホッケー世界選手権チェコ代表
- 2014年アイスホッケー世界選手権チェコ代表
- 2015年アイスホッケー世界選手権チェコ代表